# Krandang
Krandang is een bestuurslaag in het regentschap Kediri van de provincie Oost-Java, Indonesië. Krandang telt 4238 inwoners (volkstelling 2010).